# Carlos Vásquez
Pour les articles homonymes, voir Vásquez (homonymie).
Carlos Vásquez, né le 8 juillet 1942 à Lima au Pérou et décédé le 24 juillet 1984 dans la même ville, est un ancien joueur péruvien de basket-ball.